# Barbu Știrbei

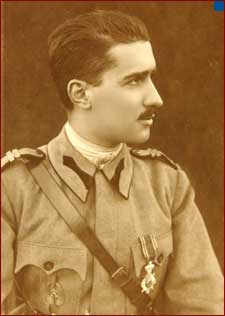
Prins Barbu Alexandru Știrbei

Prins Barbu Alexandru Știrbei (Buftea, 4 november 1872/1873 – 1946), was een Roemeens staatsman.
Barbu Știrbei was de zoon van prins Alexandru Știrbey en Maria Ghika-Comănești en kleinzoon van Barbu Știrbei (1799-1869), de voorlaatste regerende vorst van Walachije. Hij studeerde rechten in Parijs.
Barbu Știrbei trad omstreeks 1895 in het huwelijk met Nadèje Bibescu en het echtpaar kreeg vier dochters. Van 4 juni tot 21 juni 1927 was hij partijloos premier en bekleedde naast het premierschap ook het ministerschap van Binnen- en Buitenlandse Zaken.
Prins Barbu Știrbei is meer bekend geworden dankzij zijn intieme relatie met koningin Marie van Roemenië, de vrouw van koning Ferdinand I van Roemenië en moeder van koning Carol II van Roemenië. Naar men zegt ging de relatie van Știrbei als vertrouweling van de koningin verder dan alleen een goede vriendschap. Volgens sommige historici was prins Mircea van Roemenië (1913-1916) een kind van prins Știrbei en koningin Marie.
Toen Carol II op 7 juni 1930 tot koning werd benoemd, moest Știrbei gedwongen het land verlaten. Știrbei ging naar Parijs, waar hij 10 jaar lang bleef. In Parijs werd Știrbei overvallen door een aantal moordpogingen, waardoor hij moeilijk zijn carrière kon doorzetten. In 1940 trad Carol II af en keerde Știrbei terug naar Roemenië. Vlak nadat hij in Roemenië aangekomen was werd hij al naar Caïro en Moskou gestuurd, voor diplomatieke missies, waar hij moest onderhandelen met de geallieerden.
In 1945 wilden Koning Mihai en de Roemeense politieke partijen een alternatieve vorming onder Barbu Știrbei. Dit gebeurde in de Roemeense overgangsperiode van de regering van Rădescu tot die van Petru Groza. Maar op 2 maart 1945 werd de regering onder Petru Groza door de Russen verplicht om vanaf Moskou geregeerd te worden, waardoor Știrbei op dat moment niet tot minister-president kon worden benoemd.
Onverwachts overleed Barbu Știrbei in 1946 aan leverkanker. De "Witte Prins" van de Roemeense politiek werd naast zijn "grote" grootvader begraven in de kapel in het park van Paleis Buftea.

## Kinderen
De vier dochters uit zijn huwelijk met prinses Nadèje Bibescu:
- Maria
- Adina
- Elisa
- Jeana